# الفروع القلبية السفلية للعصب المبهم
الفروع القلبيّة السفليّة (أو الفروع القلبيّة الصدريّة) للعصب المبهم. في الجانب الأيمن: تنشأ من جذع العصب المبهم، والتي توجد إلى جانب الرغامي (القصبة الهوائية). في الجانب الأيسر: ومن عصبه الراجع فقط تمر إلى الداخل وتنتهي في الجزء العميق من الضفيرة القلبيّة.